# José Salomón
José Salomón (La Plata, 9 luglio 1916 – 22 gennaio 1990) è stato un calciatore argentino, di ruolo difensore.

## Palmarès

### Nazionale
- Campeonato Sudamericano de Football: 3

Cile 1941, Cile 1945, Argentina 1946